# A Life of Her Own
A Life of Her Own is een Amerikaanse dramafilm uit 1950 onder regie van George Cukor. De film werd destijds uitgebracht onder de titel Haar eigen leven.

## Verhaal
Lily is een beginnend model. Ze wordt verliefd op een aantrekkelijke man. Als ze ontdekt dat de man getrouwd is, moeten ze allebei een keuze maken.

## Rolverdeling
| Acteur            | Personage          |
| ----------------- | ------------------ |
| Lana Turner       | Lily Brannel James |
| Ray Milland       | Steve Harleigh     |
| Tom Ewell         | Tom Caraway        |
| Louis Calhern     | Jim Leversoe       |
| Ann Dvorak        | Mary Ashlon        |
| Barry Sullivan    | Lee Gorrance       |
| Margaret Phillips | Nora Harleigh      |
| Jean Hagen        | Maggie Collins     |
| Phyllis Kirk      | Jerry              |
| Sara Haden        | Smitty             |
| Hermes Pan        | Danser             |